# 吉田信三
吉田 信三（よしだ しんぞう、1903年12月4日 - 1972年12月1日）は、日本の映画監督、脚本家である。第二次世界大戦前の京都のインディペンデント映画会社「マキノ・プロダクション」の脚本および助監督からキャリアを始め、同社の解散まで同社に残り、嵐寛寿郎プロダクション（寛プロ）、新興キネマで監督をつとめるも、戦後は昔の仲間の作品の助監督をつとめた。寛プロで一時吉田 保次（よしだ やすつぐ）、戦後には豊田 栄（とよだ さかえ）と名乗った。

## 来歴・人物
1903年（明治36年）12月4日、京都市上京区西陣の商家に生まれる。
マキノ・プロダクション御室撮影所の脚本部に入社、1927年（昭和2年）ごろには同僚の社堂沙汰夫こと山中貞雄とともに過ごし、ふたり共同で現代劇の脚本『街かど行進曲』を書き、当時すでに俳優・助監督から映画監督としてデビューしていたマキノ正博に読ませたところ、高い評価を得たものの、当時の同社では映画化はできないと脚本は返却された。
1928年（昭和3年）4月のスター俳優総退社事件の折にも同社に残り、1929年（昭和4年）の『浪人街 第二話 楽屋風呂第一篇』では5歳下のマキノ正博の助監督をつとめ、同年、人見吉之助監督にオリジナル脚本が採用され、『剣士弥源太』で脚本家としてデビューした。1931年（昭和6年）5月の同社の解散まで残り、同年、同社の古参監督の金森万象が設立した「協立映画プロダクション」の設立に参加、第1作の脚本を書いた。協立映画も早々に行き詰まって解散し、翌1932年（昭和7年）、金森が市川右太衛門プロダクションで監督した『甚内俄か役人』の脚本を書いている。
同年、嵐寛寿郎プロダクションに入社、マキノ同窓の並木鏡太郎監督の『御家人桜』の脚本を書き、その後も並木や山本松男らの脚本を書いているうちに、1934年（昭和9年）、『鞍馬天狗 地獄の門』で監督としてデビューした。その後も監督・脚本作は少ないが、1936年（昭和11年）に「吉田保次」と改名してからは、監督作が増えた。
1938年（昭和13年）、新興キネマ京都撮影所に入社、このころはすでにすべてトーキーの時代に入った。名はもとの本名に戻した。年間4-5本は監督することができたが、1941年（昭和16年）1月、新興キネマの大映への合併の際に同社を退社した。
戦争が終わって6年が経ち、高村正次の「宝プロダクション」に、47歳にして脚本家兼助監督として入社した。ただし名義は「豊田栄」を用いた。元マキノの中川信夫や、盟友だった山中貞雄の弟子の萩原遼の実弟の萩原章、あるいは大曾根辰夫を脚本と演出の現場で支えた。同社は早晩に崩壊する。1955年（昭和30年）には同社と提携していた新東宝で、山中貞雄の甥の加藤泰が萩原遼と共同監督した作品をチーフ助監督として支えたほか、並木鏡太郎に声をかけられ、助監督として手伝ったりした。すでに吉田は50代であった。
その後、マキノ真三・宮城千賀子の「宮城千賀子プロダクション」に入社して舞台の仕事をし、晩年は大阪府枚方市で菊人形の舞踊振付を仕事としていた。1972年（昭和47年）12月1日、京都市内の自宅で心不全のため死去した。誕生日直前の68歳没。

## フィルモグラフィ

### マキノ・プロダクション御室撮影所
1929年
- 浪人街 第二話 楽屋風呂第一篇　助監督　監督マキノ正博、原作・脚本山上伊太郎、撮影三木稔、主演南光明、津村博、根岸東一郎、河上君栄
- 浪人街 第二話 楽屋風呂解決篇　監督補佐　監督マキノ正博、原作・脚本山上伊太郎、撮影三木稔、主演南光明、津村博、根岸東一郎、河上君栄
- 剣士弥源太　原作・脚本　監督人見吉之助、撮影吉田俊作、主役沢田敬之助、松浦築枝　※脚本家デビュー作

1930年
- 祇園小唄絵日傘 第一話 舞の袖　監督補・脚本　監督金森万象、原作長田幹彦、脚色東艸之介、撮影松浦茂、主演秋田伸一
- 次郎長旅日記 第一篇　脚本　監督吉野二郎、原作神田伯山、撮影吉田俊作、主演南光明、松浦築枝
- 嵐山小唄 しぐれ茶屋　脚本　監督金森万象、原作長田幹彦、撮影若宮広三、主演秋田伸一

1932年 - マキノ崩壊後
- 猿飛漫遊記 前後篇　脚本　監督金森万象、撮影松浦茂、出演沢田慶之助　※1931年製作　※協立映画プロダクション
- 甚内俄か役人　脚本　監督金森万象、原作下村悦夫、撮影下村健二、主演市川右太衛門　※市川右太衛門プロダクション

### 嵐寛寿郎プロダクション
1932年 脚本
- 御家人桜　監督並木鏡太郎、原作子母沢寛、共同脚本鏡二郎、撮影藤井春美、主演嵐寛寿郎
- 天狗廻状 後篇　監督並木鏡太郎、原作大佛次郎、共同脚本鏡二郎、撮影藤井春美、主演嵐寛寿郎

1933年 脚本
- 丸橋忠弥　原作・脚本　監督山本松男、撮影吉見滋男、主演嵐寛寿郎
- 銭形平次捕物控 富籤政談　監督山本松男、原作野村胡堂、撮影三浦茂樹、主演嵐寛寿郎
- 山を守る兄弟 前篇　脚本・助監督　監督並木鏡太郎、原作大佛次郎、撮影藤井春美、主演嵐寛寿郎
- 山を守る兄弟 後篇　脚本・助監督　監督並木鏡太郎、原作大佛次郎、撮影藤井春美、主演嵐寛寿郎
- 銭形平次捕物控 復讐鬼　監督山本松男、原作野村胡堂、撮影三浦茂樹、主演嵐寛寿郎
- 黄金騎士 前篇 陽に叛くもの　監督白井戦太郎、原作土師清二、撮影藤井春美、主演嵐寛寿郎
- 右門捕物帖 三十五番手柄 越後獅子の兄弟　監督山本松男、原作佐々木味津三、撮影吉見滋男、主演嵐寛寿郎
- 磧の霧 滝の与平次　監督山本松男、原作湊邦三、撮影藤井春美、主演嵐寛寿郎
- 相馬の金さん　監督山本松男、原作岡本綺堂、撮影吉見滋男、主演嵐寛寿郎

1934年
- 右門捕物帖 三十八番手柄 白矢・黒影・青空　脚本　監督山本松男、原作佐々木味津三、撮影吉見滋男、主演嵐寛寿郎
- 鞍馬天狗 地獄の門　監督・脚本　原作大佛次郎、撮影野村金吾、主演嵐寛寿郎　※サウンド版、監督デビュー作

1935年
- なりひら小僧 春霞八百八町　原作・脚本　監督・録音マキノ正博、共同脚本山本松男、撮影野村金吾、主演嵐寛寿郎　※トーキー
- 文武太平記　監督　脚本如月敏、撮影吉見滋男、主演嵐寛寿郎　※サウンド版

1936年 監督 - 「吉田保次」名義
- 破れ合羽　監督・脚本　原作湊邦三、撮影野村金吾、主演嵐寛寿郎　※サウンド版
- 又太郎大明神　監督・脚本　原作長谷川伸、撮影野村金吾、主演嵐寛寿郎　※サウンド版
- 鳴門秘帖 前篇 本土篇　監督　原作吉川英治、脚本白谷一夫、撮影野村金吾、主演嵐寛寿郎　※トーキー

1937年 監督 - 「吉田保次」名義
- 鳴門秘帖 鳴門篇　監督　原作吉川英治、脚本白谷一夫、撮影野村金吾、主演嵐寛寿郎　※トーキー
- 右門捕物帖 木曽路の謎　監督・脚本　原作佐々木味津三、撮影吉見滋男、主演嵐寛寿郎　※トーキー

### 新興キネマ京都撮影所
※以下すべてトーキー
1938年
- 右門捕物帖 張子の虎　脚本　監督押本七之輔、原作佐々木味津三、撮影牧田成正、主演浅香新八郎
- 暴れ剣法　監督　原作山手樹一郎、脚本三室戸寛二、撮影与篤夫、主演大谷日出夫

1939年 監督
- 出世餅 藤堂高虎　脚本原健一郎、撮影広田晴巳、主演大谷日出夫
- 妻恋信州城　原作・脚本稲田不可止、撮影原義勝、主演市川男女之助
- 左甚五郎　原作・脚本松本常男、撮影竹野正恒、浪曲京山華千代、主演市川男女之助
- 里見八犬伝　原作曲亭馬琴　脚本神脇満、撮影原義勝、主演大谷日出夫

1940年 監督
- 天野屋利兵衛　原作・脚本武田昌夫、撮影竹野治夫、主演羅門光三郎
- 槍の権三　原作・脚本稲田不可止、撮影原義勝、主演大友柳太郎
- 金毛狐　原作・脚本松本常男、撮影竹野治夫、主演鈴木澄子
- 千両役者　原作・脚本日夏英太郎、撮影日下雅夫、主演市川男女之助
- 忠孝染分手綱　脚本石橋浜太郎、撮影竹野治夫、主演鈴木澄子

1941年 監督
- 大石山鹿護送　脚本波多謙治、撮影日下雅夫、主演南条新太郎
- 江戸の紅葵　原作野村胡堂、脚本波多謙治、撮影与吉宥、主演大友柳太郎
- 羅生門　原作・脚本丹下知嘉美、撮影牧田行正、主演鈴木澄子、月形龍之介
- 花丸小鳥丸　原作大仏次郎、脚本八尋不二、撮影牧田行正、主演嵐寛童、羅門光三郎

### 宝プロダクション
1951年 脚本・助監督 - 「豊田栄」名義
- 右門捕物帖 片眼狼　製作竹井諒・金田良平、監督中川信夫、原作佐々木味津三、撮影河崎喜久三、音楽鈴木静一、主演嵐寛寿郎　※綜芸プロダクション・新東宝
- 神変美女峠　監督萩原章、原作山手樹一郎、撮影藤井春美、主演黒川弥太郎、宮城千賀子、大友柳太郎　※新東宝提携
- 神変美女峠 解決篇 又四郎笠　監督・共同脚本萩原章、原作山手樹一郎、撮影藤井春美、主演黒川弥太郎、市川春代、花井蘭子、大友柳太郎　※新東宝提携
- 鞍馬天狗 鞍馬の火祭　脚本のみ　製作小倉浩一郎・杉山茂樹、監督大曾根辰夫、原作大仏次郎、撮影片岡清、主演嵐寛寿郎、黒川弥太郎、美空ひばり、岸惠子　※松竹京都撮影所

### 新東宝
1955年 助監督 - 「豊田栄」名義
- 忍術児雷也　企画安達英三郎、監督萩原遼・加藤泰、脚本賀集院太郎、撮影平野好美、音楽高橋半、主演大谷友右衛門、田崎潤、大河内伝次郎、若山富三郎、尾上菊太郎、嵯峨美智子
- 逆襲大蛇丸　企画安達英三郎、監督萩原遼・加藤泰、脚本賀集院太郎、撮影平野好美、音楽高橋半、主演大谷友右衛門、田崎潤、若山富三郎、尾上菊太郎、嵯峨美智子
- 風雲三條河原　監督並木鏡太郎、脚本西亀元貞・鏡二郎、撮影友成達雄、主演島田正吾、辰巳柳太郎